# Cornelis Egbert Petrus Lenshoek
Cornelis Egbert Petrus Lenshoek, heer van Kerkwijk (Goes, 10 maart 1892 – Kloetinge, 22 februari 1968) was een Nederlandse burgemeester tijdens de Tweede Wereldoorlog. Hij was lid van de NSB.
Lenshoek werd in 1892 in Goes geboren als zoon van de administrateur Willem Frederik Karel Lenshoek en Jacoba Qurina Cornelia Kakebeeke en telg van het geslacht Lenshoek. Lensshoek volgde de HBS-opleiding en werd reserveofficier in het Nederlandse leger. Hij was penningmeester van het district Zeeland van de NSB en plaatsvervangend districtsleider. In de meidagen van 1940 werden hij en zijn echtgenote geïnterneerd in Fort Ellewoutsdijk. Per 15 december 1941 werd Lenshoek benoemd tot burgemeester van Goes als opvolger van de door de Duitsers ontslagen burgemeester Ten Kate. Hij werd geïnstalleerd door wethouder De Roo, de latere naoorlogse burgemeester. De Roo stak in zijn installatierede niet onder stoelen of banken dat hij noch het merendeel der burgerij noch de ambtenaren de nieuwe burgemeester met vreugde begroetten. Al voor de bevrijding van Goes eind oktober 1944 had Lenshoek de gemeente verlaten en wethouder Vermaire benoemd tot zijn waarnemer. Na de bevrijding werd Lenshoek in 1945 samen met enkele partijgenoten in het noorden van Nederland gevonden en wederom in Fort Ellewoutsdijk geïnterneerd. Volgens mededeling in de Staatscourant werd hij met terugwerkende kracht per 5 september 1944 ontslagen als burgemeester van Goes. De officier-fiscaal eiste in 1948 zeven jaar gevangenisstraf met aftrek en ƒ 50.000 boete of bij niet betaling een jaar gevangenisstraf vanwege zijn gedrag tijdens de Tweede Wereldoorlog. Hij werd door het Bijzonder Gerechtshof veroordeeld tot zes jaar gevangenisstraf en een boete van ƒ 50.000 subsidiair een jaar gevangenisstraf. Lenshoek overleed in 1968 op 75-jarige leeftijd in Kloetinge.